# Historischer Autofriedhof Gürbetal

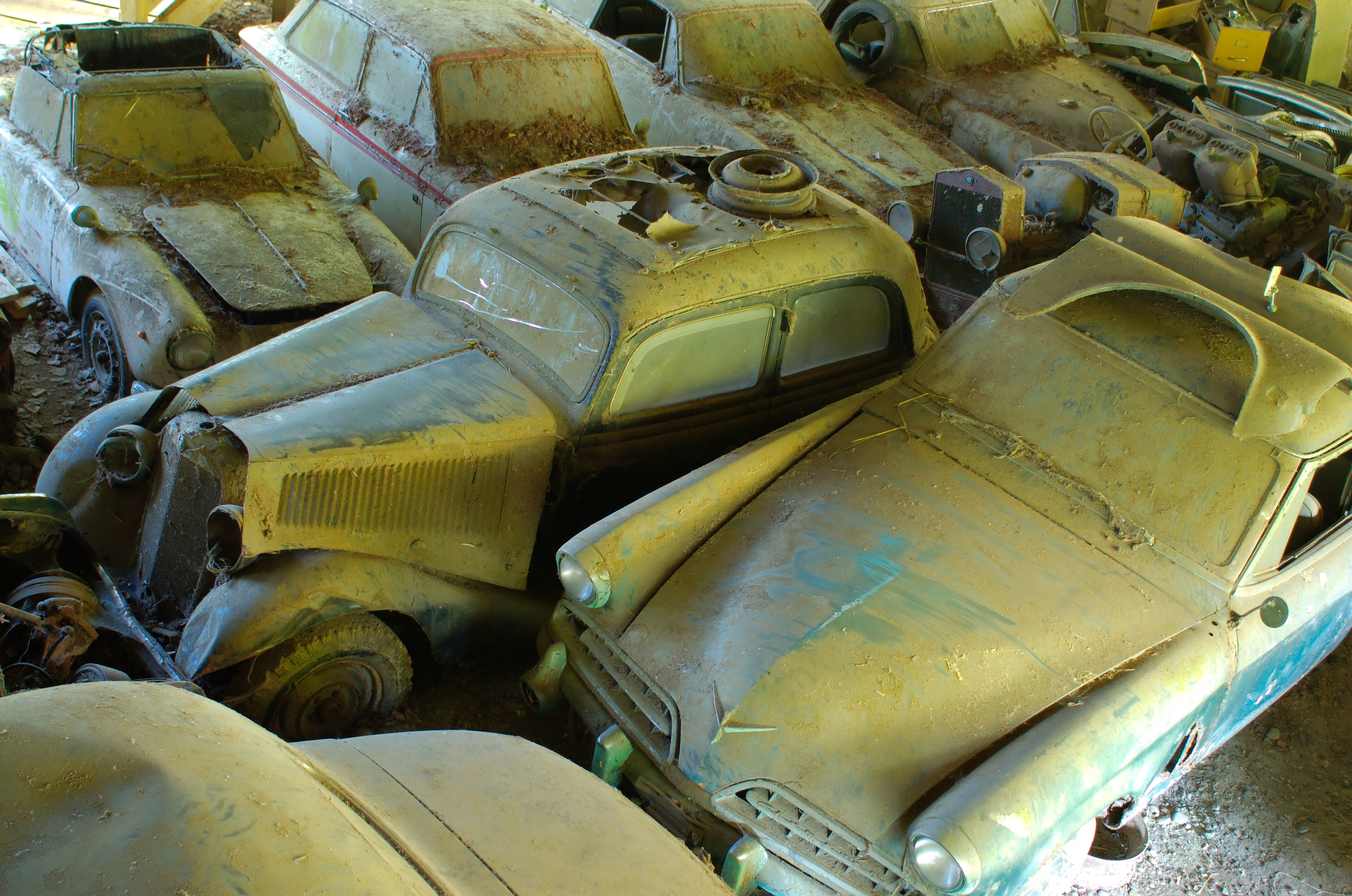
Historischer Autofriedhof Gürbetal

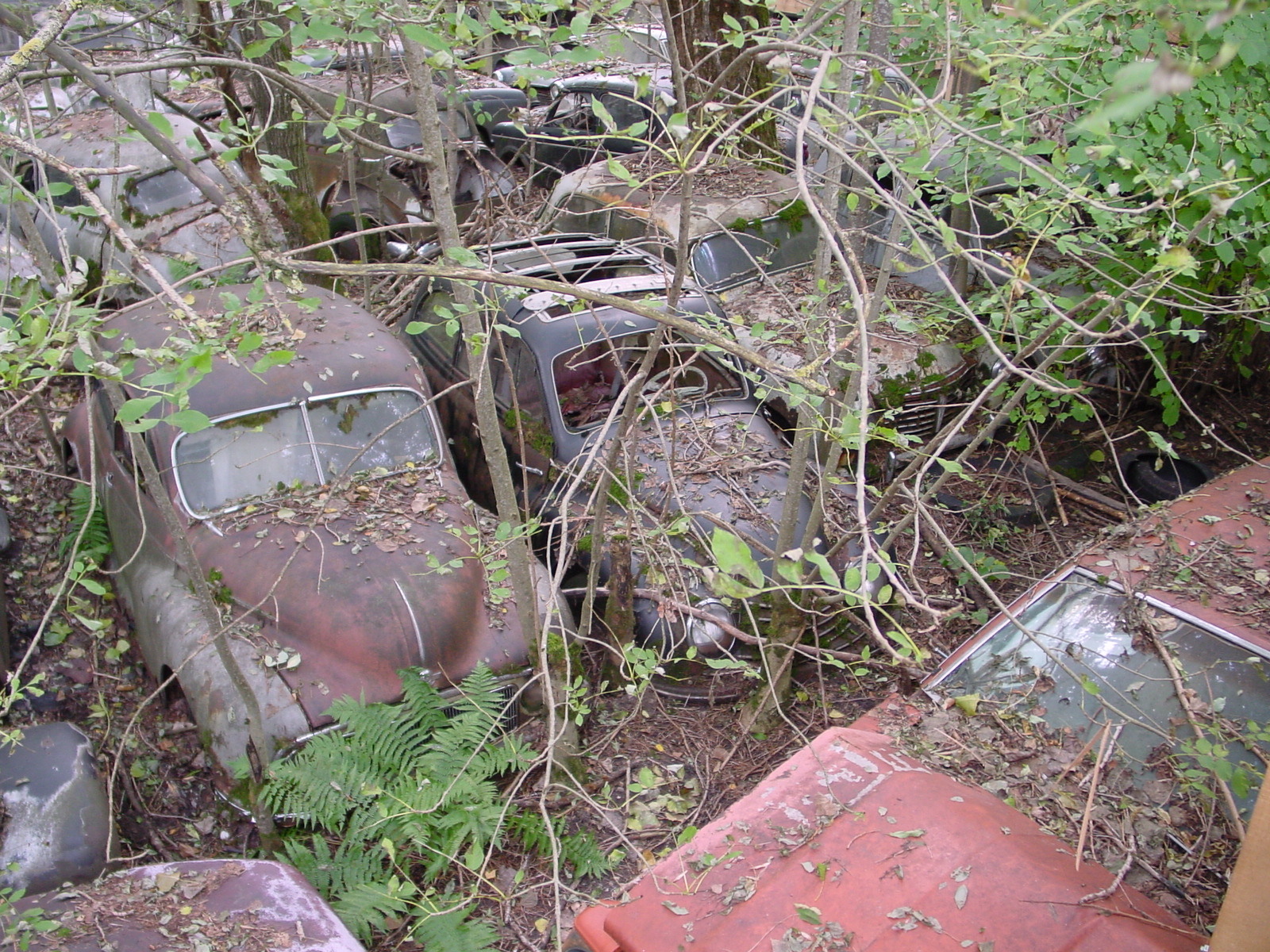
Zugewucherte Fahrzeuge im Freigelände

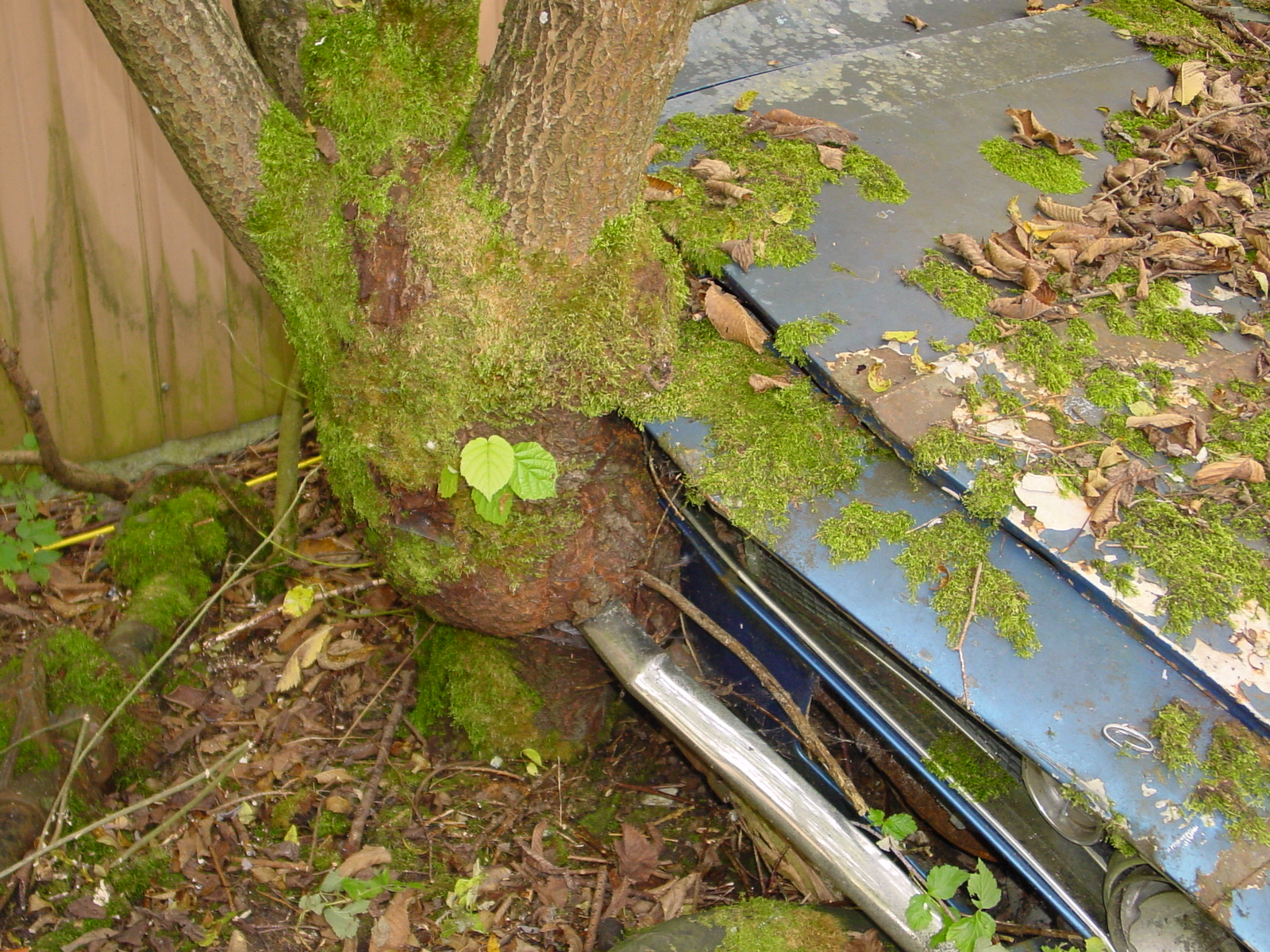
Ein mit einem Baum verwachsenes Autowrack

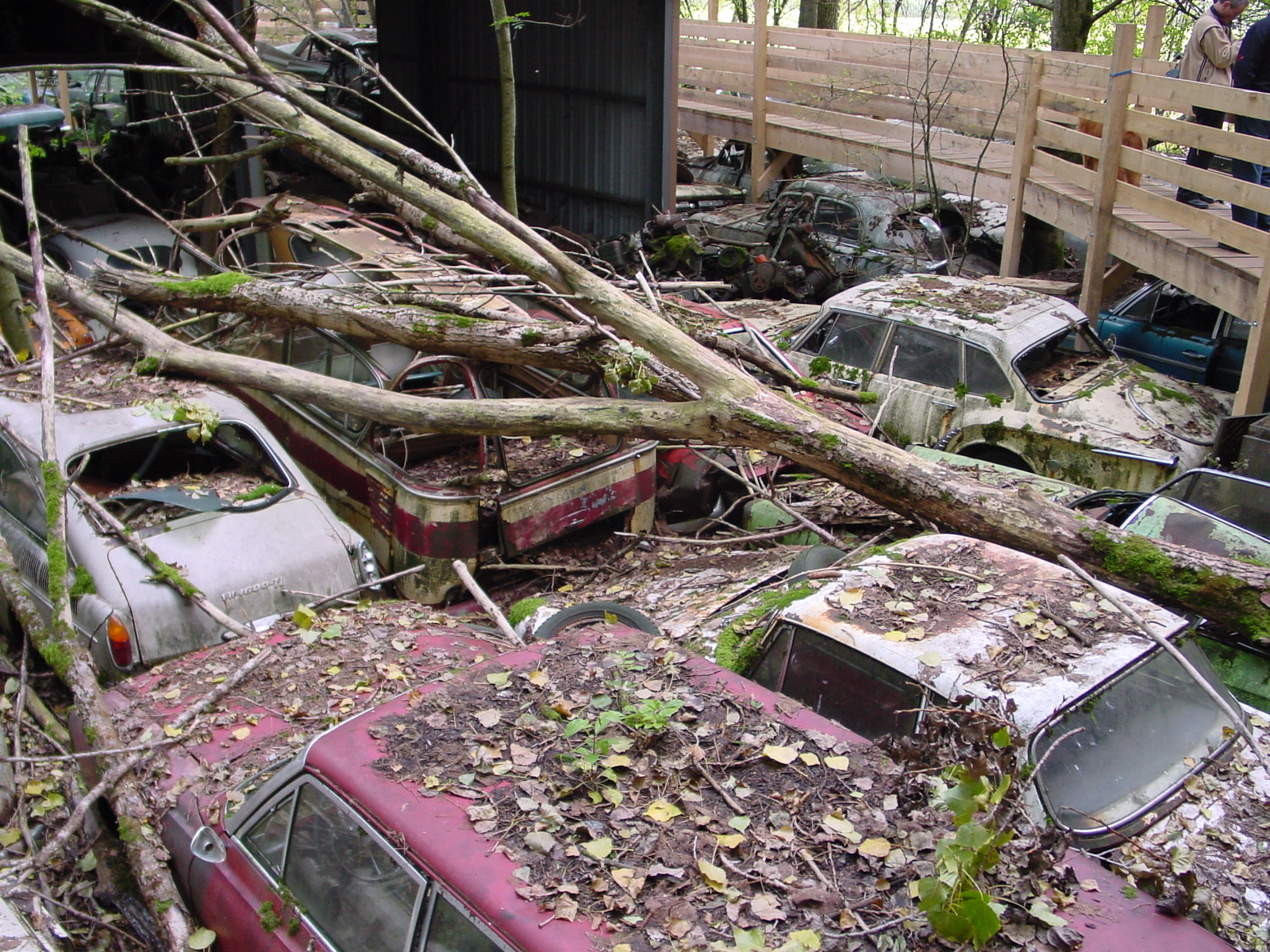
Auwärter-Sonderkarosserie auf VW-Bus-Basis unter einem Baum

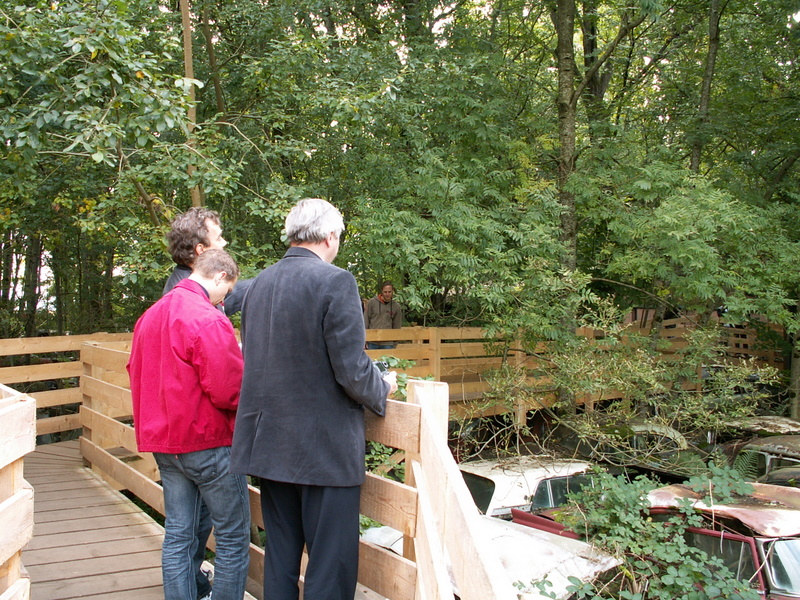
Laufsteg für die Besucher

Bei dem Historischen Autofriedhof Gürbetal handelte es sich um ein Teilgelände des Autoverwertungsbetriebs Messerli Autoverwertung GmbH in der Gemeinde Kaufdorf im Schweizer Kanton Bern. Der Autofriedhof stellte eine Ansammlung von über 1000 Autowracks und etwa 400 Motorrädern aus den 1930er bis 1970er Jahren dar, die durch Presseberichte internationale Bekanntheit erlangte.

## Geschichte
Der gelernte Zimmermann Walter Messerli begann 1933 mit dem Handel mit gebrauchten Automobilersatzteilen. Dazu kaufte er ausgediente Fahrzeuge auf, baute wiederverwertbare Teile aus und stellte die Karosserien auf das landwirtschaftliche Anwesen seiner Eltern. Eine Gesetzgebung, die das aus Umweltschutzgründen eingeschränkt hätte, existierte nicht. Da sich Nachbarn durch den Anblick der Fahrzeugwracks gestört fühlten, musste Messerli auf Anordnung der Gemeinde Bäume als Sichtschutz pflanzen. 1975 übernahm Franz Messerli den Betrieb von seinem Vater und führte das Unternehmen weiter. Die inzwischen ansehnliche Ansammlung ausgeschlachteter Fahrzeuge mit dem Schwerpunkt 1940er bis 1960er Jahre, die teilweise bereits in verwildertem Pflanzenwuchs versanken, war ein aussergewöhnliches Zeugnis der Schweizer Verkehrsgeschichte, dem sowohl das Verkehrshaus Luzern als auch das Historische Museum Bern einen kulturhistorischen Wert attestierten.

## Fahrzeuge
Neben ganz alltäglichen Fahrzeugen der 1940er bis 1960er Jahre wie Auto Union, Volkswagen, Mercedes, Ford, Opel, Lloyd, Goliath, Fiat, Peugeot oder Citroën waren auch exotische Autotypen wie Studebaker, Mercedes-Benz 190 SL Roadster, Panhard, Sunbeam oder Buick auf dem Autofriedhof abgestellt. Aber auch Sonderaufbauten und -karosserien – z. B. ein Peugeot 203 Cabriolet mit Worblaufen-Karosserie oder ein VW-Bus mit seltenem Beutler-Aufbau – und selbst Fahrzeuge des Ostblocks wie Framo oder Tatra fanden sich auf dem Gelände. Kaufangebote für einzelne Wracks oder deren zum Teil sehr wertvolle Ersatzteile wurden durch den Autoverwerter Messerli lange Zeit abgelehnt. „Ich sehe den Autofriedhof wie ein Puzzle. Fehlt auch nur ein einziges Teilchen, ist es nie mehr vollständig“, meinte Messerli dazu.
Da die Messerlis der Öffentlichkeit den Zutritt verwehrten, blieben die Karosserien und Anbauteile vieler Kaufdorfer Autos so erhalten wie abgestellt und unterlagen jahrzehntelang nur dem natürlichen Verfall – anders als auf ähnlichen Plätzen wie etwa Kyrkö Mosse in Schweden oder in einem Wald bei Châtillon (Belgien), wo die unbeaufsichtigten Autos von Besuchern geplündert und vandalisiert werden.

## Räumungsbefehl
Der historisch gewachsene Verwertungsbetrieb erfüllte schliesslich nicht mehr die inzwischen geltenden Bundes- und Kantonsvorschriften. Nach Interventionen des Kantons ab Frühjahr 2000 erging durch die Gemeinde Kaufdorf 2004 ein Massnahmenkatalog an den Betreiber. Darin wurden auch aus Umweltschutzgründen die Räumung des Autofriedhofs und die Sanierung des Geländes angeordnet. Neben Messerli wehrten sich auch Oldtimerfreunde gegen den Räumungsbefehl. Die juristische Auseinandersetzung zwischen Messerli und der Gemeinde Kaufdorf sowie die Lösungssuche für den Erhalt des Autofriedhofs, z. B. als eine Art Freilichtmuseum, fand ein internationales Medienecho.

## Nationale Kunstausstellung
2008 wurde auf Initiative des Künstlers Heinrich Gartentor vom Kunstverein Gürbetal auf dem Autofriedhof eine nationale Kunstausstellung veranstaltet. Das Gelände wurde dafür für die erwartete hohe Besucherzahl vorbereitet. Über Bereiche, in denen die Autowracks dicht an dicht abgestellt waren, wurden Fussgängerstege gebaut. Über 30'000 Menschen besuchten die Ausstellung und den Autofriedhof.

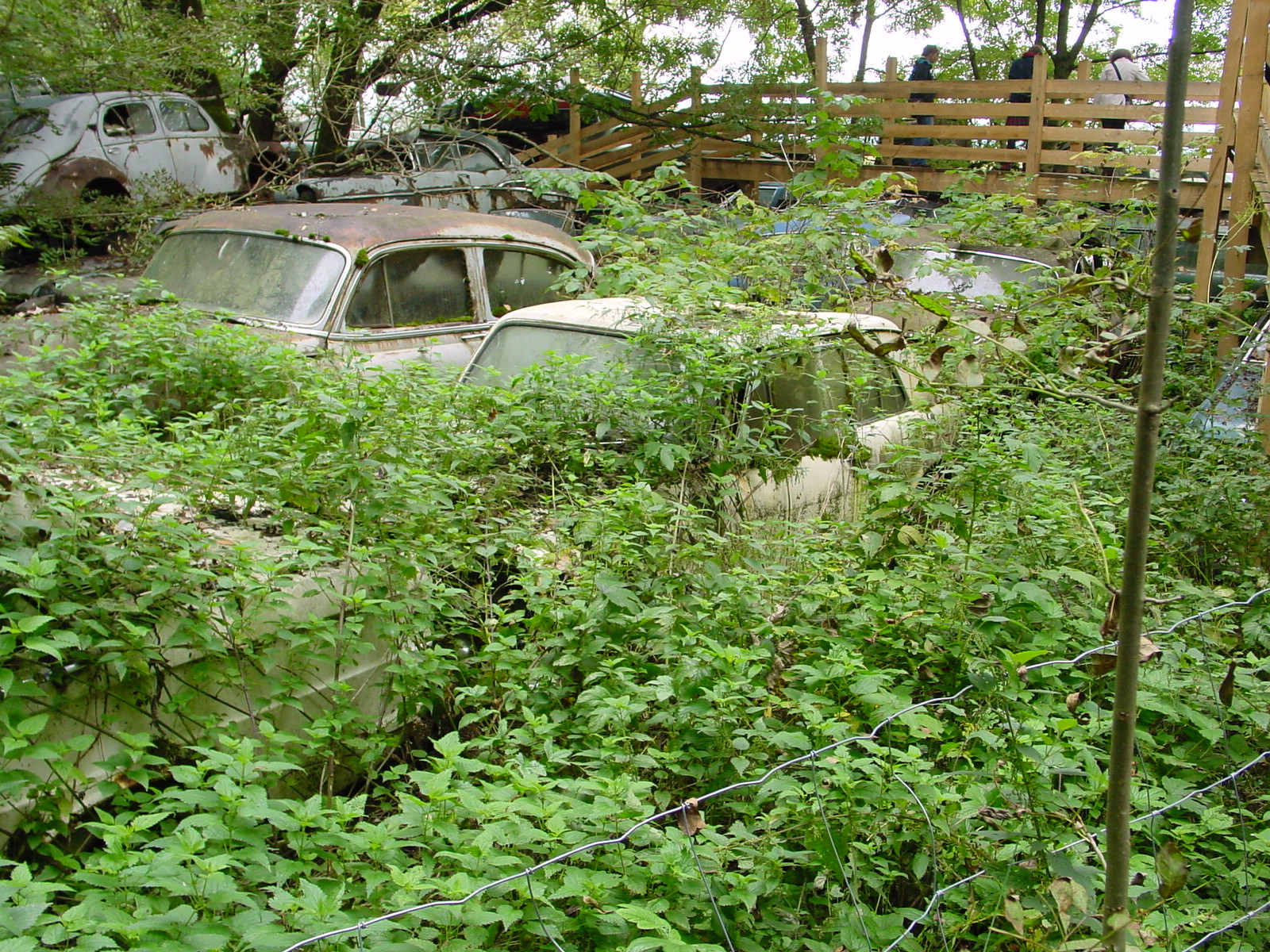
Laufstege über den Autos; Künstler: Heinrich Gartentor
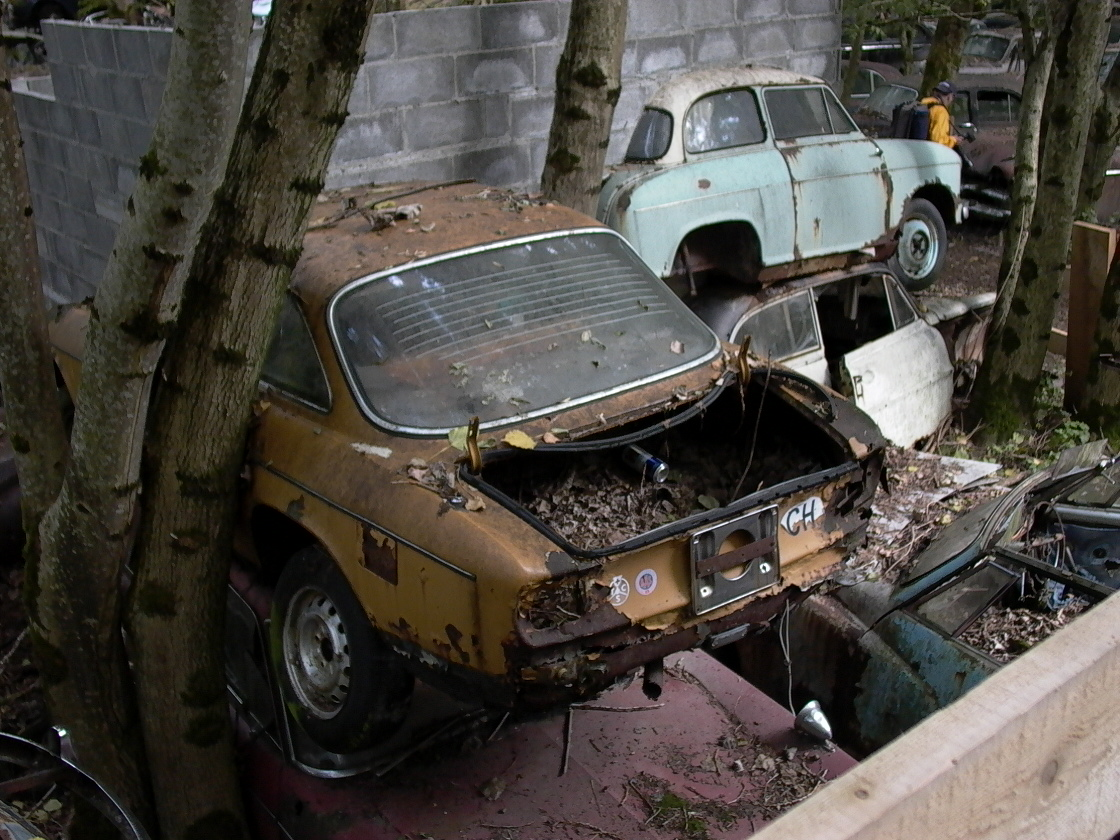
Eingemauerte Autos als Kunstobjekt; Künstler: Bob Gramsma
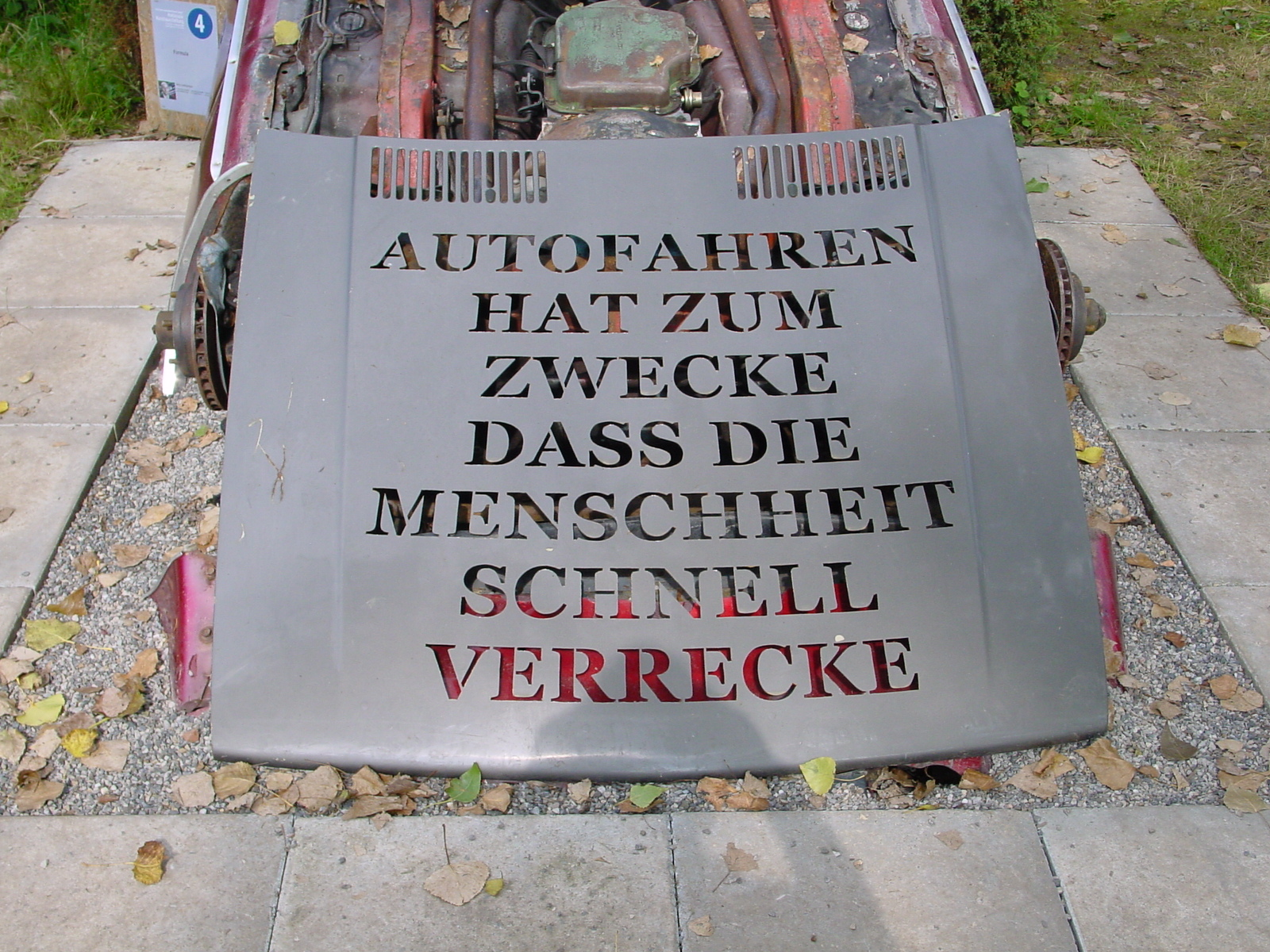
Automobilkritische Installation; Künstler: Reto Leibundgut
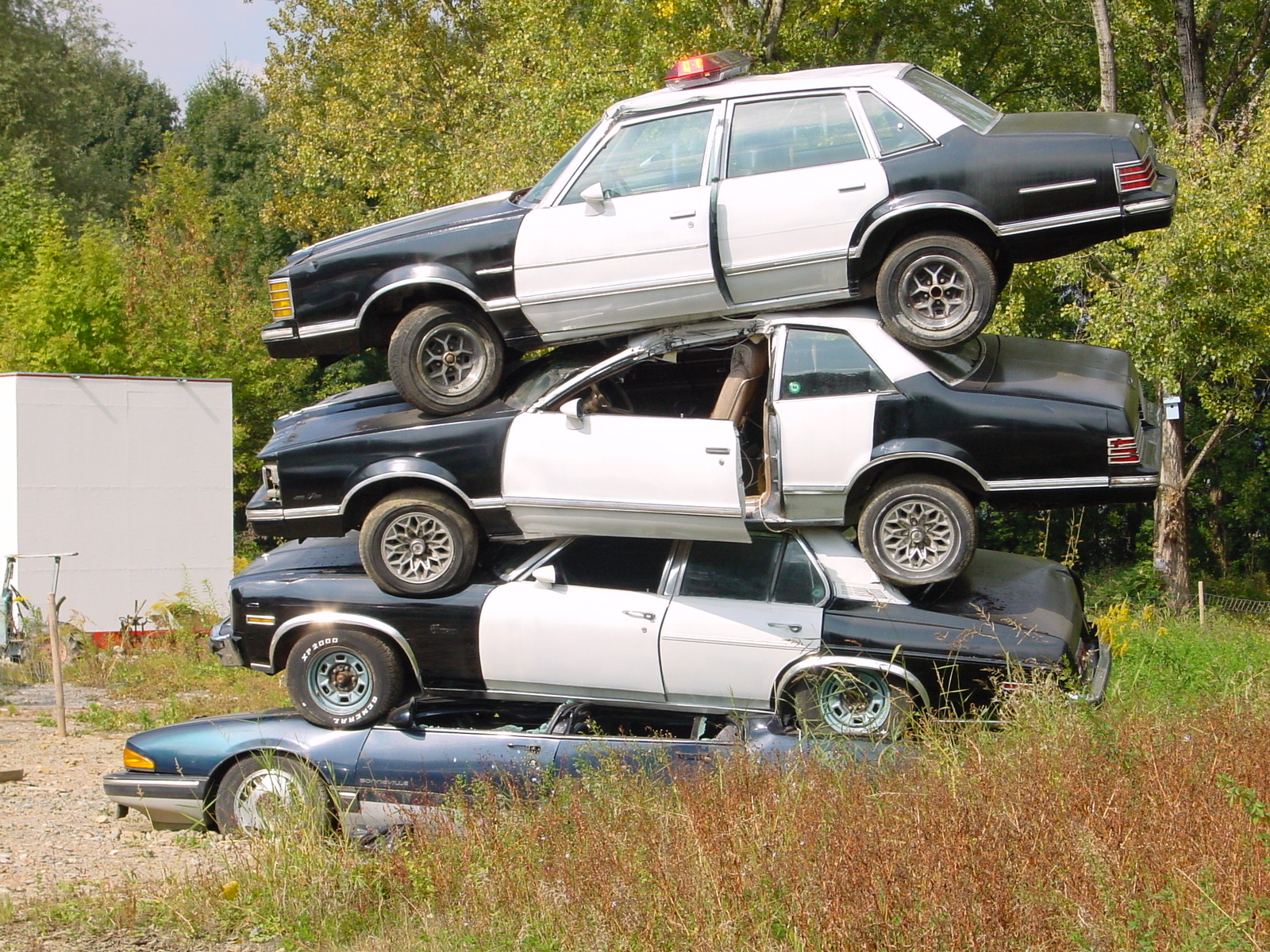
Gestapelte Polizeiautos

## Auflösung
Trotz des weltweiten Echos und Konzepten eines Erhalts des Autofriedhofs stimmte die Gemeinde Kaufdorf der Umnutzung nicht zu. Sie bemängelte die nicht erfüllten Umweltauflagen und eine ungesicherte Finanzierung. Der Förderverein vermutete Rache als Teilmotiv der Gemeinde, da es in den vergangenen Jahrzehnten zu rund hundert juristischen Auseinandersetzungen zwischen der Familie Messerli und der Gemeinde bzw. Anwohnern gekommen war. Eine letzte Frist für ein neues Umnutzungskonzept wurde zunächst bis März 2009, dann bis September 2009 gewährt. Nach dieser Frist wurde die Räumung angeordnet. Während der Förderverein nach eigener Angabe den Räumungsentscheid akzeptierte, verweigerte Messerli nach wie vor die Räumung und liess die Frist bis Ende März 2009 ungenutzt verstreichen.
Kurz darauf stimmte Messerli dem Räumungsbefehl zu. Zunächst versuchte er vergeblich, sämtliche Fahrzeuge des Autofriedhofs „en bloc“ zu versteigern; das geforderte Mindestgebot lag bei 1,09 Millionen Schweizer Franken. Schliesslich wurde eine Auktion durch die Oldtimergalerie Toffen organisiert, bei der am 19. September 2009 die Fahrzeuge einzeln und ohne Mindestgebot versteigert wurden. Rund zwei Drittel der Fahrzeuge wurden für Preise zwischen 50 und 17'000 Schweizer Franken verkauft, der Rest wurde entsorgt. Durch den schneereichen Winter 2009/2010 wurde der Abtransport der verkauften Fahrzeuge massiv behindert, weshalb die Gemeinde Kaufdorf die Räumungsfrist bis Ende Mai 2010 verlängerte. Im Mai 2010 wurde das Areal definitiv geräumt. In 2021 wurde das durch Altlasten belastete Gelände saniert.